# Alex Garcia (Boxer)
Alex Peter Garcia (* 2. Dezember 1961 in San Fernando, Kalifornien) ist ein ehemaliger US-amerikanischer Schwergewichtsboxer.

## Amateur
Garcia wurde nach einer Haftstrafe wegen Totschlags Amateurboxer. 1986 gewann er die US-Meisterschaft im Superschwergewicht und wurde in Reno Vizeweltmeister. Auf dem Weg in das Finale besiegte er mit Aziz Salihu aus Jugoslawien einen Bronze- und mit Baik Hyun-man aus Südkorea einen Silbermedaillengewinner Olympischer Spiele vorzeitig. Im Endkampf war Garcia dann allerdings gegen den Kubaner Teófilo Stevenson chancenlos und unterlag selbst vorzeitig.

## Profi
1987 wurde er Profi und wegen seiner überdurchschnittlichen Schlaghand und seiner Hautfarbe viel beachtet. 1988 verlor er mit einer aufgrund einer Platzwunde einmal. Er gewann 1992 den Nordamerikatitel der NABF und wurde dann vom Ring Magazine auch ohne bekannte besiegte Gegner unter den besten 10 geführt. Riddick Bowe bot ihm einen Titelkampf an, aber Garcia war mit dem finanziellen Angebot nicht einverstanden.
Im Juni 1993 verlor er dann überraschend gegen den nur wegen seiner guten Nehmerfähigkeiten bekannten Mike Dixon durch technischen K. o. in der zweiten Runde. Im nächsten Kampf boxte er gegen James Warring nur unentschieden, dann unterlag er gegen Garing Lane, ebenfalls nur ein Clubfighter, erneut vorzeitig. Davon konnte er sich nie wieder erholen. 1994 verlor er seinen NABF-Titel gegen Joe Hipp hoch nach Punkten. 1999 beendete er seine Karriere, ein Kurz-Comeback fand 2005 statt.